# Mezholezská vrchovina
Mezholezská vrchovina je geomorfologický okrsek, součást Plaské pahorkatiny, nacházející se přibližně ve středu trojúhelníku mezi Horšovským Týnem, Borem a Stříbrem. Tato oblast je také nazývána jako Sedmihoří. Rozloha okrsku je 36,62 km². Nejvyšším bodem je Racovský vrch vysoký 619 m n. m. Název Sedmihoří je pravděpodobně odvozen od sedmi vrchů, ačkoli vrchů je zde více. V roce 1994 byl v této oblasti vyhlášen přírodní park Sedmihoří. Jedná se také o významnou archeologickou lokalitu.

## Přírodní poměry

### Geologie
Mezholezská vrchovina je tvořeno hlubinnými vyvřelými žulami. Pohoří je sopečného původu, avšak jsou dvě teorie jeho vzniku. První říká, že jde o několik samostatných pozůstatků vulkánů, druhá teorie naznačuje, že pohoří je zbytkem jednoho mohutného supervulkánu. Pro toto pohoří je charakteristické mrazové zvětrávání. Žula zde zvětrává do podoby mrazových srubů, pseudokarů nebo skalních mis.

### Vrcholy
- Racovský vrch (619 metrů)
- Chlum (610 metrů)
- Rozsocha (602 metrů)
- Tříslovec (589 metrů)
- Písečný vrch (582 metrů)
- Křakovský vrch (563 metrů)
- Rybniční vrch (562 metrů)
- Slatinný vrch (545 metrů)
- Stinný vrch (544 metrů)
- Malý Křakovský vrch (532 metrů)
- Jedlový vrch (525 metrů)
- Pasečí (522 metrů)
- Semněvický les (519 metrů)
- Nad Myslivnou (512 metrů)
- Liščí vrch (481 metrů)
- Vinice (459 metrů)

### Flora
Většinu území Mezholezské vrchoviny pokrývají lesy, většina je borových, na stinných svazích a v údolích můžeme najít smrkové lesy s příměsí dubu, buku či jedle. Dále se zde hojně vyskytuje také vřes obecný, brusnice borůvka či metlička křivolaká. Z chráněných rostlin zde roste např. zimostrázek nízký, vřesovec pleťový, bělozářka liliovitá, prha arnika a plavuň vidlačka.

## Osídlení
První osídlení v oblasti Sedmihoří se datuje do dob mezolitu, v eneolitu byla krajina kolonizována a nacházela se zde dvě výšinná hradiště chamské kultury, Chlum a Racovský vrch. Nejvýznamnější osídlení zde bylo ve starší a střední době bronzové, kdy se zde nacházelo např. jedno z nejvýznamnějších sídlišť staromohylových kultur v Čechách, hradiště Darmyšl na vrchu Chlum. Dále je doloženo keltské osídlení v době halštatské. Od doby hradištní toto území osídleno není (na okraji území se nachází vsi Darmyšl a Mezholezy), bylo využíváno k těžbě dřeva a kamene, pastvě, lovu apod.